# 4074 Sharkov
A 4074 Sharkov (ideiglenes jelöléssel 1981 UN11) a Naprendszer kisbolygóövében található aszteroida. Nyikolaj Sztyepanovics Csernih fedezte fel 1981. október 22-én.